# 粟倉溫泉站
粟倉溫泉站（日语：／ Awakura-Onsen eki */?）是位於岡山縣英田郡西粟倉村影石，智頭急行智頭線的車站。此站是岡山縣最東車站。

## 歷史
在建設智頭線當初，此站的計劃車站名稱為「影石」。
- 1994年（平成6年）12月3日 - 智頭急行智頭線開通，此站啟用。

## 車站構造
車站是一座高架車站（建於路堤上），設有1面2線的島式月台。在路軌西邊設有車站大樓，大樓內設有候車室和廁所。月台出入口靠近智頭一方，該處可直接連接站外，不需經過車站大樓。此站是無人車站。此站沒有自動售票機。

### 月台
| 月台 | 路線    | 上下行 | 方向                       |
| ---- | ------- | ------ | -------------------------- |
| 1、2 | ■智頭線 | 下行   | 智頭、鳥取、倉吉方向       |
| 1、2 | ■智頭線 | 上行   | 上郡、大阪、京都、岡山方向 |

1號月台是上下行本線。2號月台為副本線，該路軌為一線通過的結構。通常上下行列車均停靠於1號月台。當進行列車交會或避待通過列車時才使用2號月台（在兩架普通列車進行列車交會時，智頭方向列車使用1號月台，上郡方向列車會使用2號月台）。

## 使用狀況
| 1日上下車人次變化 | 1日上下車人次變化 |
| 年度              | 1日平均人次       |
| ----------------- | ----------------- |
| 2018年            | 15                |

## 車站周邊
站前設有個體戶商店。
- 粟倉溫泉（日语：あわくら温泉）
- 鳥取自動車道西粟倉交流道
- 國道373號（日语：国道373号）
- 道之驛粟倉Land（日语：道の駅あわくらんど）

## 相鄰車站
智頭急行
■智頭線
西粟倉－粟倉溫泉－山鄉

## 注腳
1. ↑  日本鉄道建設公団高速化研究会 (编).  初版. 交通新聞社. 1998-10-20: p.17. ISBN 4-87513-077-5 （日语）.
2. ↑  国土数値情報(駅別乗降客数データ)  （页面存档备份，存于）（日語） - 國土交通省，2019年9月2日參閲

## 外部連結
- 粟倉溫泉站 （页面存档备份，存于）（日語） - 車站大樓介紹